# Os occipital

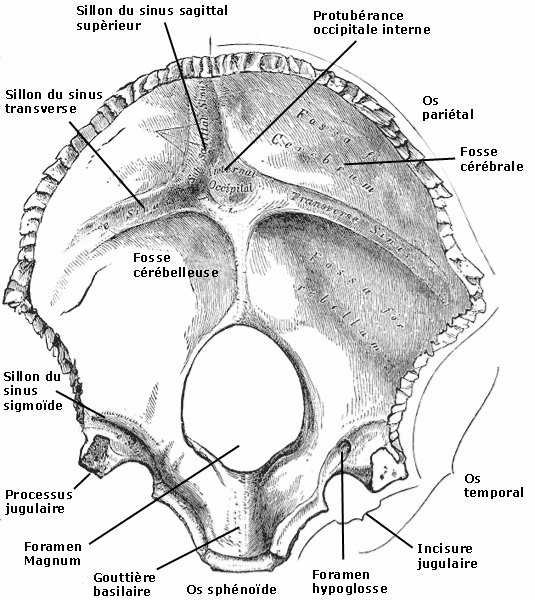
Vue interne d'un occipital humain.

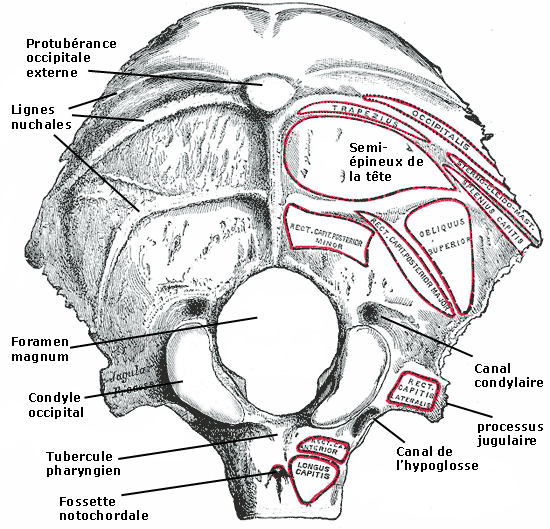
Vue externe d'un occipital humain.

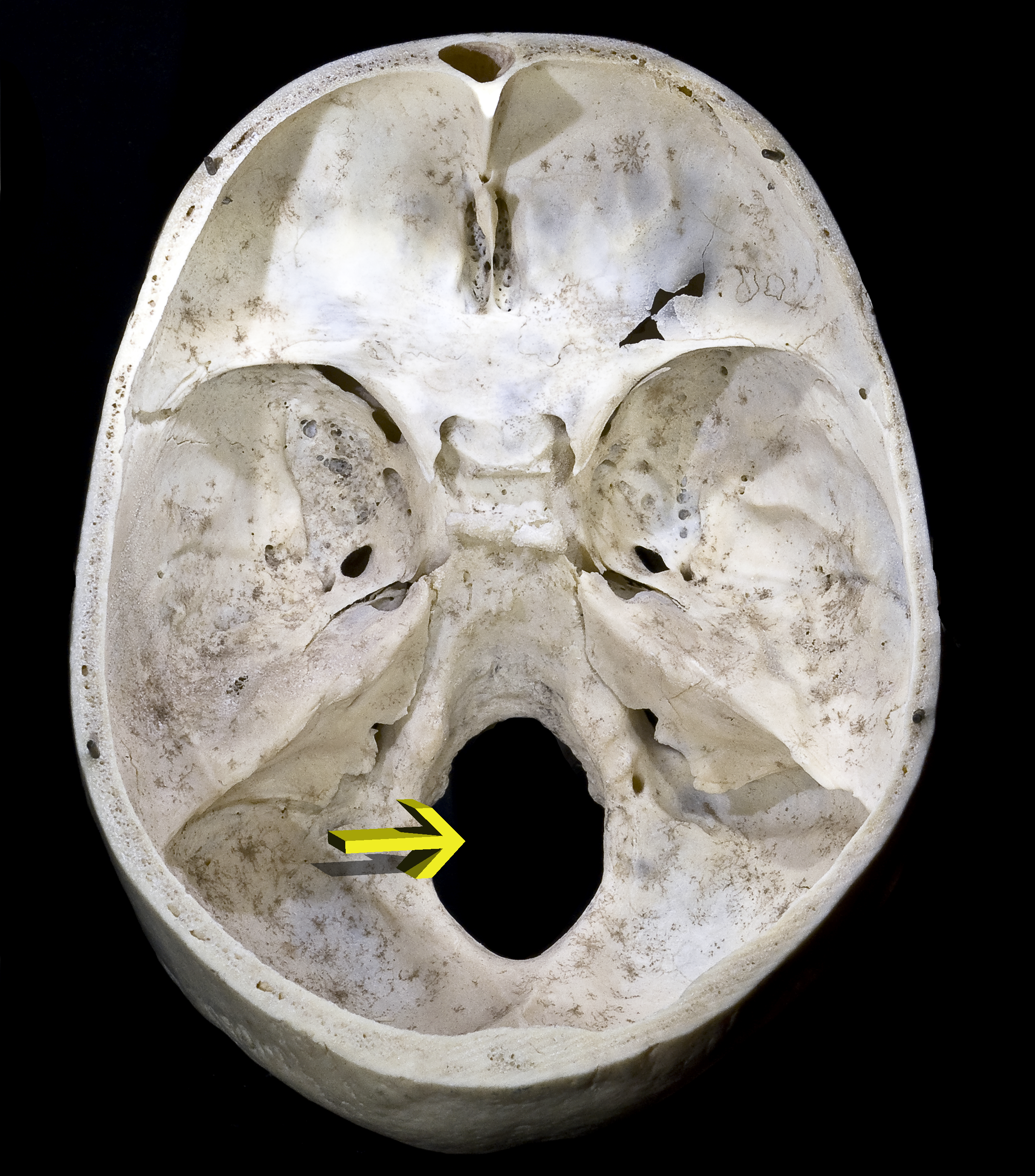
Foramen magnum.

L'os occipital (ou l'occiput) est un os en forme de losange, taillé dans un segment de sphère, et formant la majeure partie du pôle de l'ovoïde crânienne. Il est percé d'un orifice, le foramen magnum, plus large en arrière qu'en avant et destiné au passage de l'axe cérébro-spinal, de ses enveloppes et de vaisseaux. Situé à l'arrière du crâne, il s'articule avec les os pariétaux, les os temporaux, l'os sphénoïde et l'os atlas.
Il se compose :
- d'une écaille formant la partie postérieure de la voûte crânienne,
- d'une partie basilaire formant la partie postérieure de la base du crâne,
- et deux jonctions latérales supportant le poids du crâne sur la colonne vertébrale.

## Face externe
On décrit sur la face externe :
- l'écaille, qui présente plusieurs lignes nucales :
  - les lignes nucales suprêmes droite et gauche,
  - les lignes nucales supérieures droite et gauche,
  - les lignes nucales inférieures droite et gauche.
- ces lignes délimitent des champs d'insertion musculaire :
  - le muscle sterno-cléido-mastoïdien et le muscle trapèze en haut,
  - le muscle semi-épineux de la tête et le muscle oblique supérieur au milieu,
  - les muscles petit et grand droit postérieur de la tête en bas.
- les jonctions latérales présentent chacune 
  - un condyle occipital s'articulant avec l'os atlas,
  - un foramen de l'hypoglosse,
  - un canal condylaire,
  - une échancrure latérale : l'incisure jugulaire limitée en arrière par le processus jugulaire.

## Face interne
On décrit sur la face interne :
- l'écaille présente la protubérance occipitale interne d'où partent :
  - le sillon du sinus sagittal supérieur,
  - les sillons du sinus transverse,
  - la crête occipitale.

Ces sillons délimitent deux fosses cérébelleuses et deux fosses cérébrales.
- les jonctions latérales qui supportent :
  - le sillon du sinus sigmoïde,
  - le foramen de l'hypoglosse.
- à l'opposé de l'écaille le clivus, rainure plate remontant vers le sphénoïde et sur laquelle repose une partie de la moelle allongée.

## Bords
Les bords de l'occipital sont latéraux, et divisés par les angles latéraux en bords antéro-externe et supéro-externe. Il faut y ajouter un bord antérieur. En effet, l'angle antérieur de l'occipital est large et épais; c'est même plus qu'un bord, c'est une véritable face antérieure, qui est soudée à la même face postérieure du corps du sphénoïde.
Le bord antéro-externe comprend trois tiers : le tiers antérieur, rugueux, s'unit à la pyramide rocheuse du temporal. La face endocrânienne de la suture de ces os est creusée d'une gouttière pétro-occipitale. Le tiers postérieur est rugueux également et s'articule avec le mastoïde. Le tiers moyen enfin est libre et par sa jonction avec une portion semblable de la pyramide pétreuse forme le trou déchiré postérieur. A l’extrémité postérieure du foramen magnum, le bord de l'occipital se relève par l'apophyse jugulaire. Elle est contournée par la gouttière à concavité externe qu'y présente la face endocrânienne : cette gouttière aboutit en avant, en s'excavant, au trou déchiré postérieur. Quant à ce foramen, deux épines jugulaires, l'une de l'occipital, l'autre de la pyramide pétreuse, unies par un trousseau fibreux, le subdivisent en deux compartiments antérieur et postérieur.
Le bord supéro-externe s'unit par une suture épaisse et très dentée au pariétal.

## Contenu et rapport de l'os occipital
L'os occipital s'articule avec les deux os pariétaux et l'écaille des deux os temporaux pour fermer la boîte crânienne en arrière.
Il repose par ses condyles sur la vertèbre atlas, qui est la première vertèbre de la colonne vertébrale. C'est par lui que le crâne repose sur le rachis.
L'os occipital ferme la base du crâne en arrière avec la lame quadrilatère de l'os sphénoïde et le rocher de l'os temporal. Entre ces trois os se forme une échancrure, le foramen jugulaire (ou trou postérieur déchiré). 
La moelle allongée traverse l'os occipital par le foramen magnum, qui est l'orifice de communication entre le canal vertébral et la boîte crânienne.

## Galerie

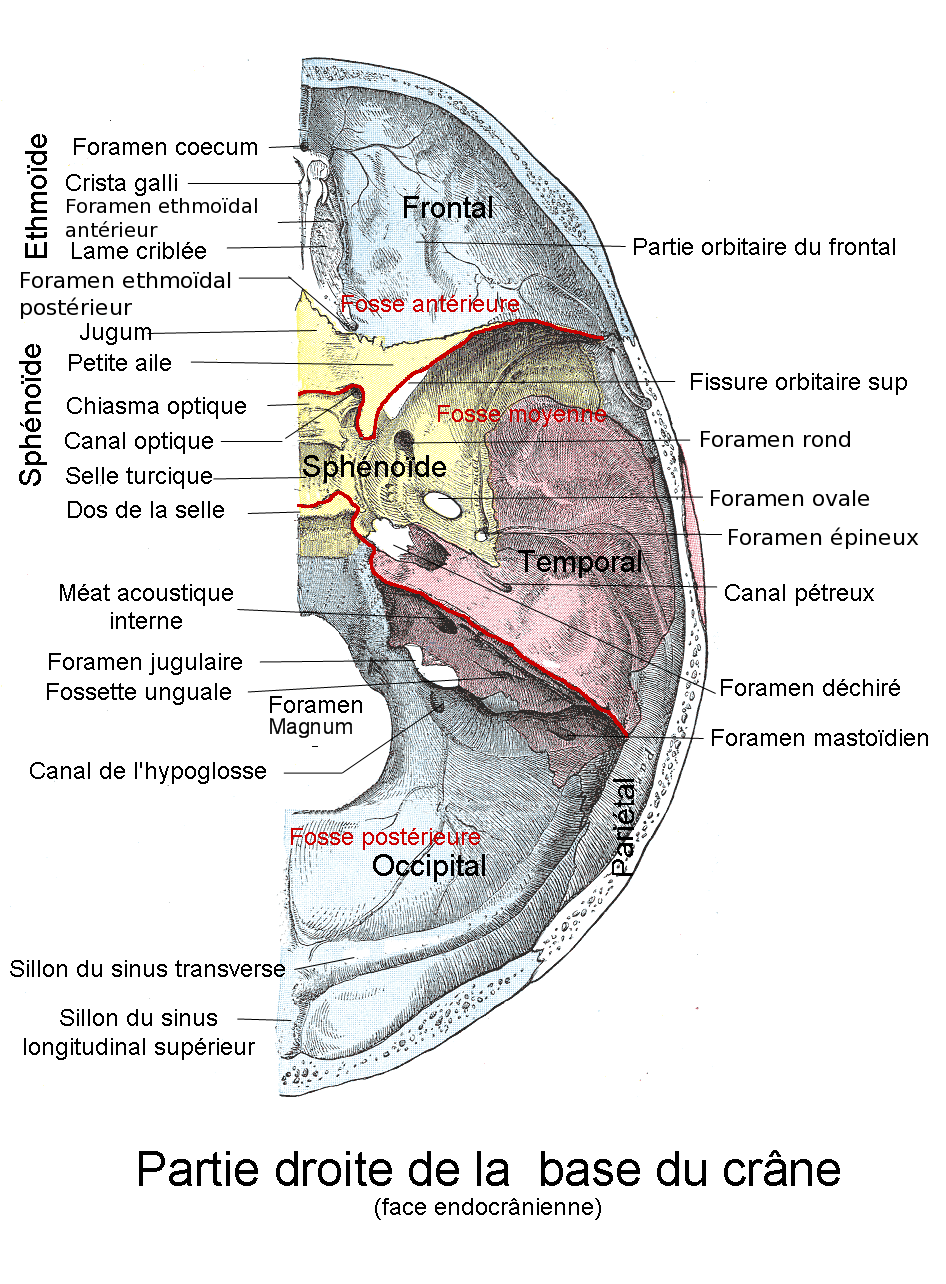
Partie droite de la base du crâne humain.
Crâne d'être humain : l'os occipital est en vert.
Os occipital en 3D (en vert).
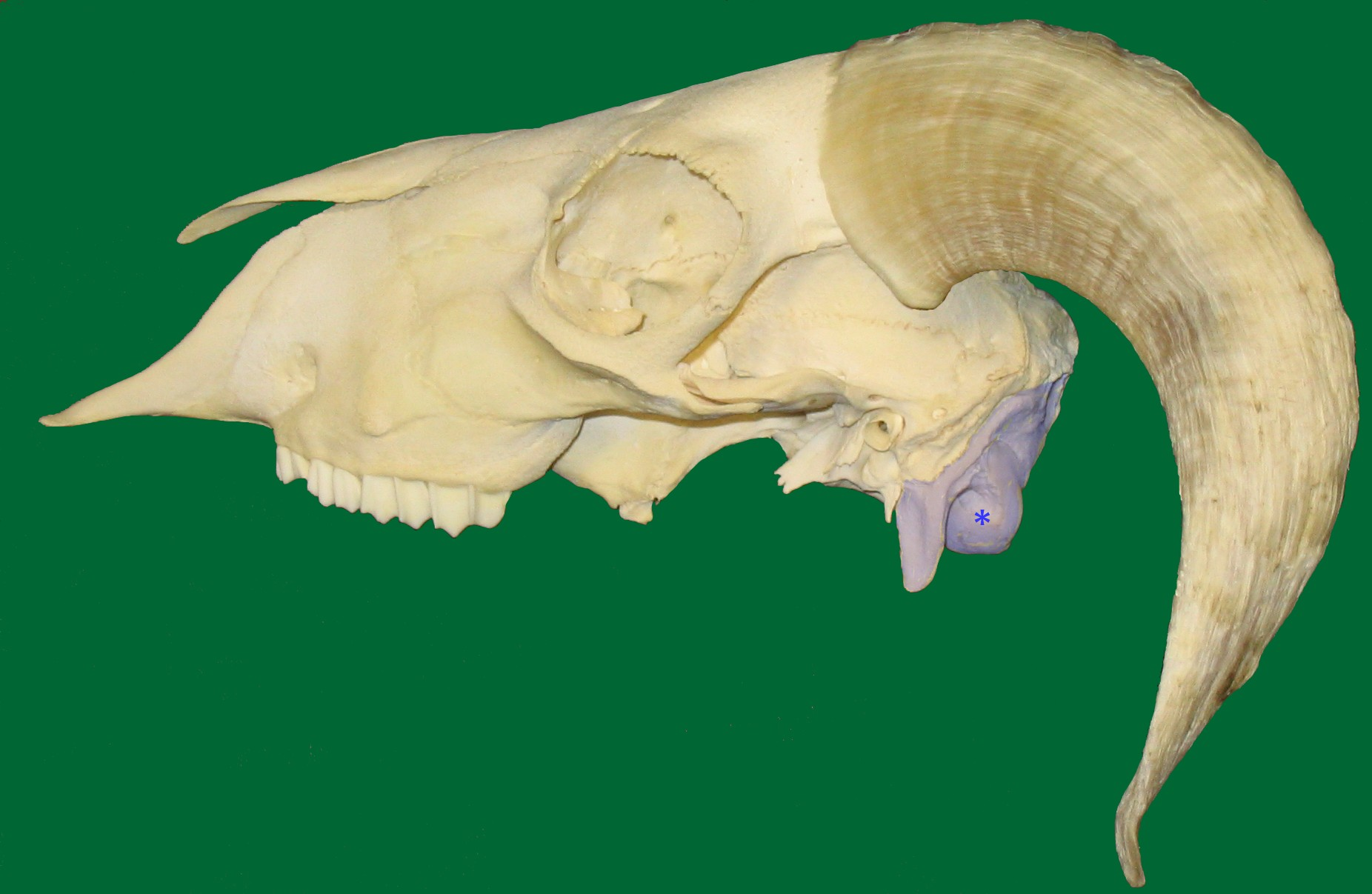
Os occipital d'un mouton (marqué de bleu)